# Centre Catòlic Social de Catadau
El Centre Catòlic Social és un edifici religiós de la població de Catadau (la Ribera Alta, País Valencià). Situat al carrer de Santa Bàrbara nº 1, data de l'any 1914 i s'atribueix a l'arquitecte Enric Viedma i Vidal. El seu promotor fou Ramón Ferrandis.

## Arquitectura
L'edifici és de grans proporcions comparat amb la resta de construccions del seu entorn urbà. Té planta en forma de L, de manera que una de les ales dona al mateix carrer principal i l'altra a un petit parc urbà. Volumètricament està integrat per tres cossos, dos que corresponen als braços de la L i el central que resol la intersecció. L'edifici és d'una planta en els dos cossos secundaris coberts a dues aigües, mentre que el cos central està sobrelevat dues plantes de la resta, amb coberta també a dues aigües. La façana del carrer de Santa Bàrbara es pot considerar com a principal, i correspon al tester de la nau i on se situa l'entrada principal.
La seva funció bàsica és la d'un centre social de caràcter religiós, amb les oportunes dependències, locals de reunió i tertúlies, sala d'actes, sales d'esports i una Capella.
El llenguatge emprat està entre els plantejament eclèctics, amb influències noucentistes. Això és degut al fet que l'autor, Enric Viedma, es titulà el 1915 per l'Escola de Barcelona i coneixia l'arquitectura en rajola de Domènech i Montaner i de Puig i Cadafalch. La resolució de l'edifici en aquestos termes i la coherència compositiva dels materials utilitzats li donen un gran interès. Sobre els llenços de maçoneria utilitzats com a fons, es destaquen els elements més significatius de la composició resolts amb aparell de maó. L'escassa ornamentació, junt amb els cantons, modillons, marcs, pilastres i cornises es defineixen també amb aquest material.
Les plantes de l'edifici estan caracteritzades en la façana per diferents solucions en el tractament dels buits. Així, en la planta baixa s'empren arcs de mig punt, amb certs matisos historicistes. A la primera planta, apareixen els buits més singulars i que li donen molta personalitat a l'edifici. A partir de la cornisa que remata la planta baixa, es disposa una sèrie tres grans buits marcs per façana, de composició tripartida. Dos buits laterals esvelts i un central, queden coronats per un fals arc consistent en filades de maó que van creixent i aproximant successivament fins a convergir en la clau, formant una línia trencada inclinada i recta. El marc està tractat amb minuciositat, ja que es resol en dos Planols, quedant ressaltat al llarg de la poligonal que forma la vora, i en els petits sortints que es destaquen sobre cada un dels tres buits. A la planta superior, es disposa centrada en cada façana una filera de nou finestres simples, molt més petites que a la planta anterior, a manera de troneres. La solució de llinda és equivalent a la ja descrita, i la separació de buits és mínima, reduïda a una filada de maons. El marc en aquest cas és comú als nou forats, formant una envoltant poligonal, del qual només sobresurten els trencaaigües.